# نوک‌تخت‌های تیز
نوک‌کتخت‌های تیز (نام علمی: Ramphotrigon) یک سرده از مگس‌گیرهای ژیان‌مرغ از خانواده ژیان‌مرغان است.
در سال ۱۸۷۲ توسط جورج رابرت گری بنیان‌گذاری شد و دارای چهار گونه است:
| تصویر | نام رایج       | نام علمی                  | پراکندگی                                                                    |
| ----- | -------------- | ------------------------- | --------------------------------------------------------------------------- |
|       | نوک‌تخت سربزرگ  | Ramphotrigon megacephalum | آرژانتین، بولیوی، برزیل، کلمبیا، اکوادور، پاراگوئه، پرو و ونزوئلا.          |
|       | مگس‌گیر اخگری   | Ramphotrigon flammulatum  | جنوب و جنوب غربی مکزیک                                                      |
|       | نوک‌تخت دم‌حنایی | Ramphotrigon ruficauda    | بولیوی، برزیل، کلمبیا، اکوادور، گویان فرانسه، گویان، پرو، سورینام و ونزوئلا |
|       | نوک‌تخت دم‌تیره  | Ramphotrigon fuscicauda   | بولیوی، برزیل، کلمبیا، اکوادور و پرو.                                       |

نام Ramphotrigon ترکیبی از کلمات یونانی rhamphos به معنای "نوک" و trigonōn به معنای "سه‌گوش" است.